# Тахат
Тахат е най-високият връх в Алжир, разположен в югоизточната част на страната на надморска височина 3003 метра. Тахат също е и най-високият връх в Ахагарските планини.